# Quella volta
Quella volta (That Time) è un dramma scritto da Samuel Beckett.
Beckett in una lettera a James Knowlson disse che questa pièce era apparentata a Non io, con la differenza che là il protagonista parla e qui ascolta.
La prima assoluta di Quella volta andò in scena nel maggio del 1976 al Royal Court Theatre di Londra, durante il festival organizzato per i settant'anni di Beckett, per la regia di Donald McWhinnie e con Patrick Magee protagonista, per il quale l'autore aveva pensato il testo. La versione francese, dell'autore stesso, con il titolo Cette fois, venne stampata nel 1978 e rappresentata per la prima volta nel 1983.
La prima italiana, diretta da Romolo Valli e interpretata da Daniele Formica andò in scena nel luglio 1977 al XX Festival di Spoleto.

## Trama
L'ascoltatore, vecchio con faccia pallida e capelli lunghi, riceve tre voci (A, B e C) dai due lati e dall'alto. La voce A è quella della maturità, la B è quella della giovinezza e la C quella della vecchiaia. Esse raccontano o rievocano episodi della sua vita.
L'ordine in cui le voci si presentano sulla scena è raggruppato in tre sezioni.
| ACB | ACB | ACB | CAB | (silenzio) |
| CBA | CBA | CBA | BCA | (silenzio) |
| BAC | BAC | BAC | BAC | (silenzio) |

All'inizio di ogni ascolto gli occhi del protagonista si chiudono, e alla fine, dopo 3 secondi, in silenzio ma con il suo respiro udibile, si aprono. Dopo 5 secondi dall'ultima apertura degli occhi il vecchio ascoltatore sorride, con un sorriso "preferibilmente" sdentato.

## Edizioni
- Samuel Beckett, That Time, Faber and Faber, London e Grove Press, New York, 1976
- Samuel Beckett, Cette fois, Éditions de Minuit, Paris 1978
- Samuel Beckett, Quella volta, trad. Carlo Fruttero e Franco Lucentini, in Racconti e teatro, Einaudi, Torino 1978, pp. 39–52; poi in Teatro completo, Einaudi-Gallimard, Torino 1994, pp. 439–449